# Iana (okręg Vaslui)
Iana – wieś w Rumunii, w okręgu Vaslui, w gminie Iana. W 2011 roku liczyła 1185 mieszkańców.